# Röda Kurdistan

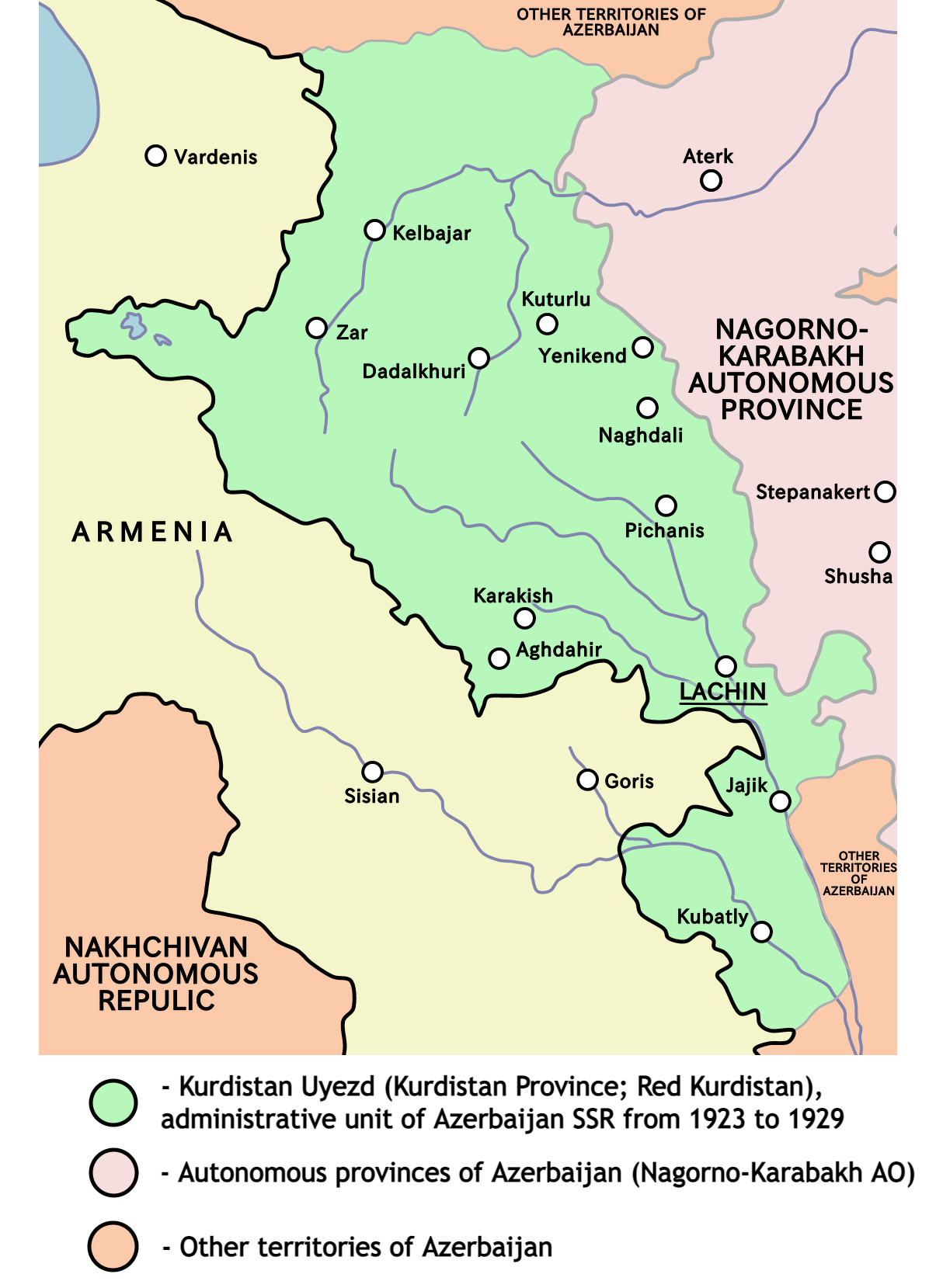
Röda Kurdistan 1923-1929

Röda Kurdistan var en autonom del av Sovjetunionen, som grundades av Lenin och existerade mellan 1923 och 1929. Röda Kurdistans huvudstad var Lachin i nuvarande Azerbajdzjan.
Röda Kurdistan upprättades officiellt den 7 juli 1923 enligt ett beslut från en sovjetisk specialkommitté, men upplöstes den 8 april 1929.
Senare, den 30 maj 1930, återupprättades Röda Kurdistan än en gång med staden Lachîn (nuvarande Azerbajdzjan) som autonom huvudstad med fler distrikt än tidigare. Denna autonoma del existerade i två och en halv månad innan den upplöstes den 23 juli 1930.
I Lachîn trycktes och publicerades tidningen "Soviet Kurdistan"  för första gången 1931. Majoriteten av kurderna i regionen är shiamuslimer i motsats till de kurder som bodde i andra azerbajdjzanska städer Nakhchivan (Sedarak, Teyvaz) och andra delar av mellanöstern.
Efter Sovjetunionens fall ockuperades Lachin av armeniska separatister 1992 i det så kallade Nagorno-Karabach-kriget, under vilket den kurdiska Lachinrepubliken utropades i Armenien av en grupp ledd av Wekîl Mustafayev. Kurderna blev senare utvisade tillsammans med azerierna och förflyttades till andra delar av Azerbajdzjan, medan Mustafayev gick i exil i Italien.